# Cimetière ancien de Noisy-le-Sec
Le cimetière ancien de Noisy-le-Sec, situé rue Saint-Denis, est un des deux lieux de sépultures de la ville de Noisy-le-Sec en Seine-Saint-Denis, avec le cimetière nouveau.

## Historique
Ce cimetière fut bombardé le 18 avril 1944, dû à sa proximité avec des installations ferroviaires.

## Description
Place Père-Daniel-Brottier, adossé au mur extérieur du cimetière le long de l'avenue de Verdun, se trouve un monument aux morts à la mémoire des soldats tombés pendant la première et la deuxième guerre mondiale, construit en 1924.

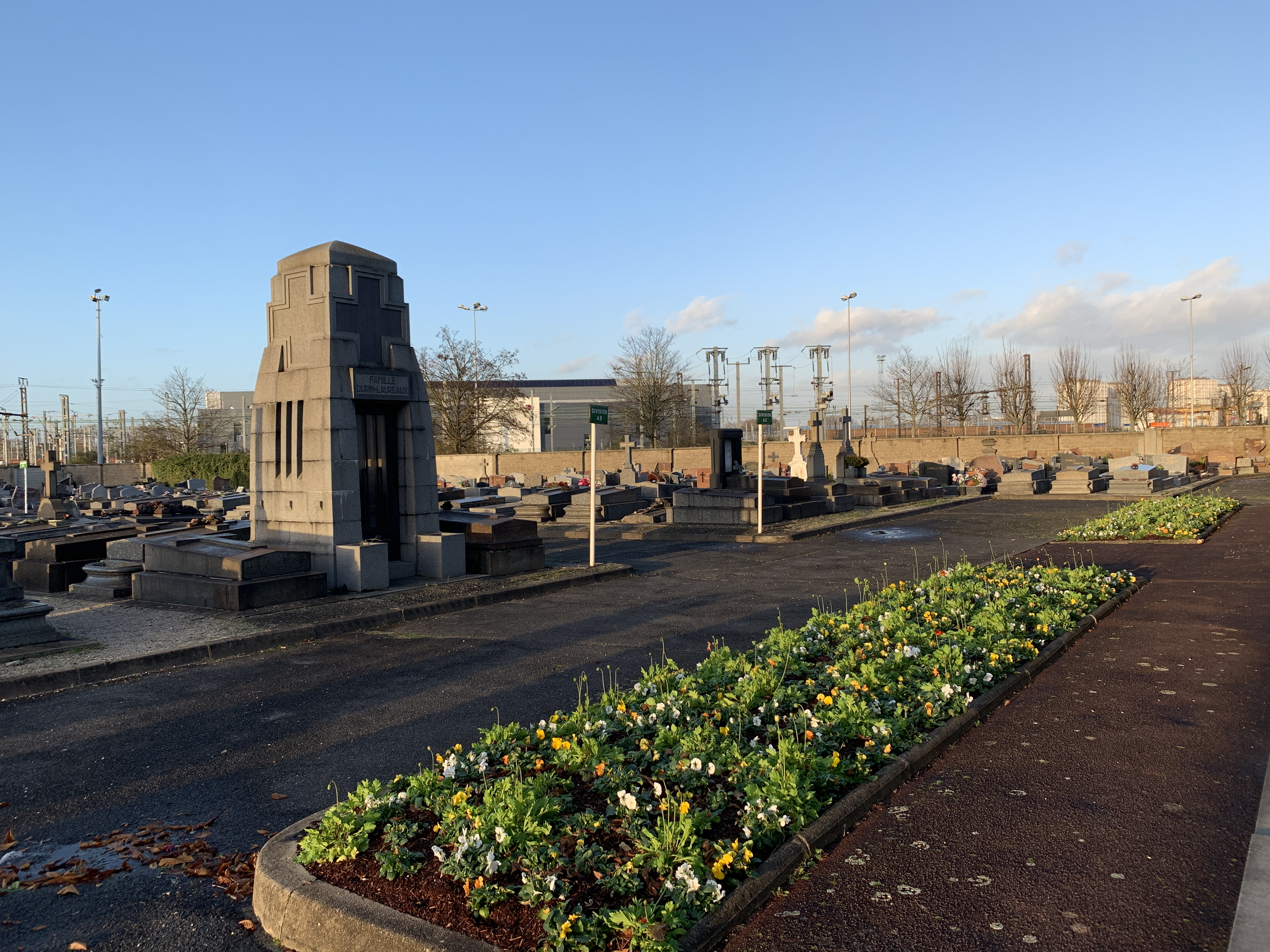
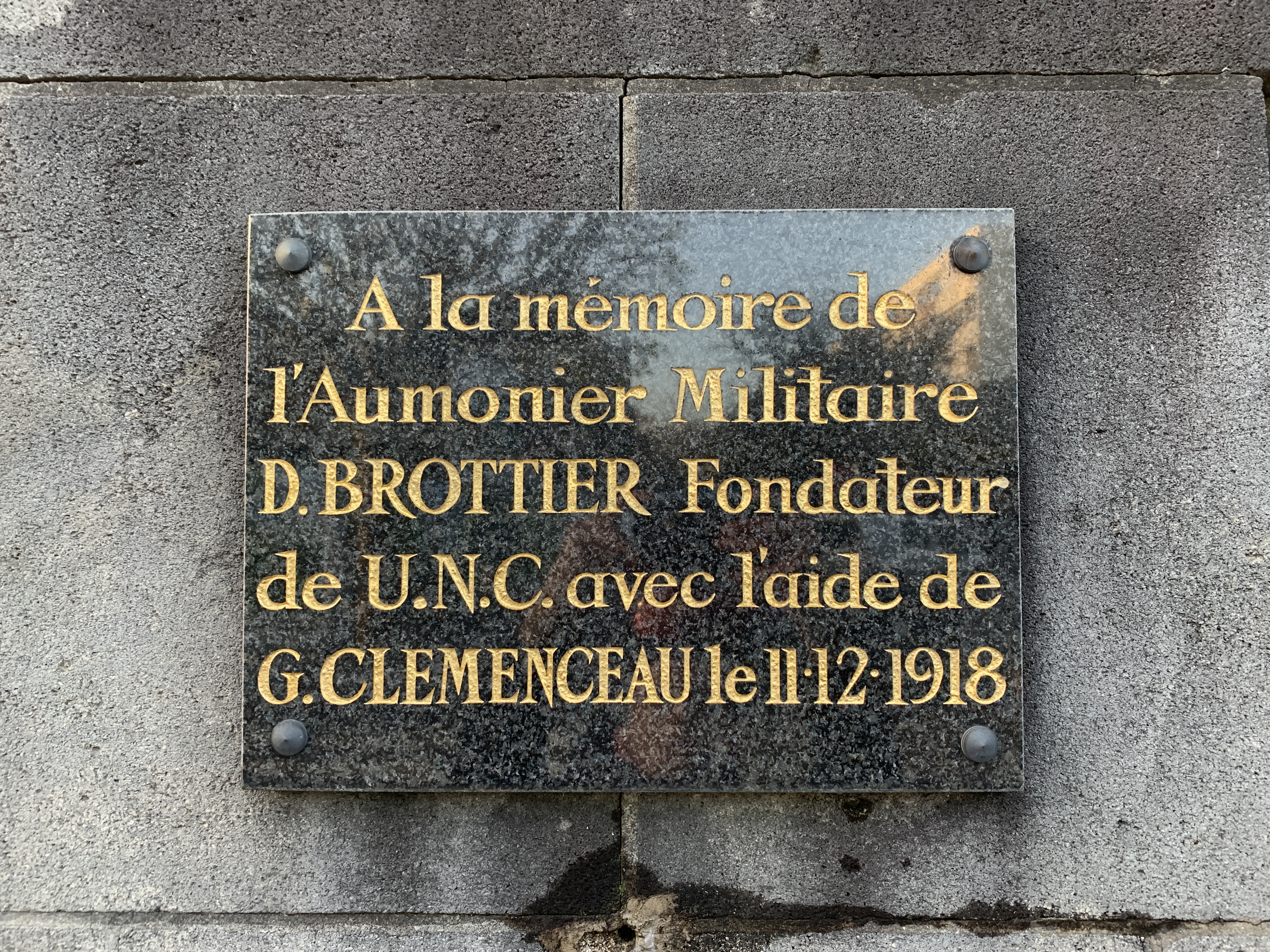
À la mémoire de Daniel Brottier.
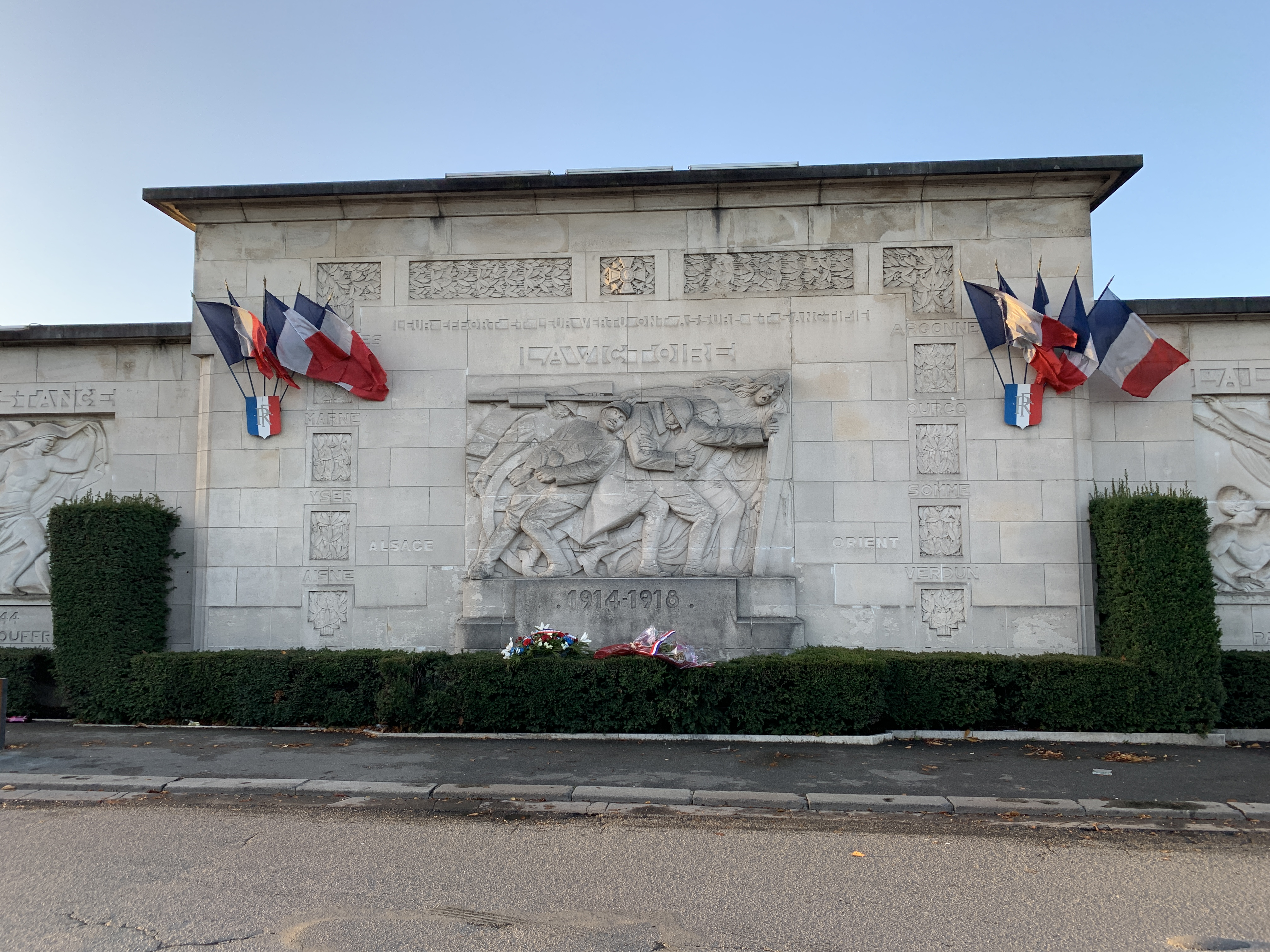
Monument aux morts.